# Gåsekärr
Gåsekärr är en sjö i Borgholms kommun på Öland och ingår i Ölands huvudavrinningsområde. Sjön har en area på 0,0779 kvadratkilometer och ligger 8 meter över havet.

## Delavrinningsområde
Gåsekärr ingår i det delavrinningsområde (634043-156909) som SMHI kallar för Utloppet av Hornsviken. Medelhöjden är 6 meter över havet och ytan är 18,51 kvadratkilometer. Det finns ett avrinningsområde uppströms, och räknas det in blir den ackumulerade arean 37,98 kvadratkilometer. Avrinningsområdets utflöde mynnar i havet. Avrinningsområdet består mestadels av skog (19 procent), öppen mark (15 procent) och jordbruk (56 procent). Avrinningsområdet har 2,01 kvadratkilometer vattenytor vilket ger det en sjöprocent på 5,3 procent. Bebyggelsen i området täcker en yta av 0,53 kvadratkilometer eller 1 procent av avrinningsområdet.